# Joel Krähenbühl
Joel Krähenbühl (* 22. September 1985) ist ein Schweizer Unihockeyspieler. Er steht beim Nationalliga-A-Vertreter SV Wiler-Ersigen unter Vertrag.

## Karriere

### Verein

#### SV Wiler-Ersigen
Krähenbühl begann seine Karriere beim UHC Grünenmatt, wechselte aber später er in den Nachwuchs des SV Wiler-Ersigen. Beim SVWE wurde er zur Saison 2004/05 zum ersten Mal in der ersten Mannschaft eingesetzt. Mit Wiler-Ersigen konnte er in seiner ersten Saison das Triple aus Meisterschaft, Cup und Europacup gewinnen. Bis zu seinem Wechsel holte er sechs weitere Titel mit dem SVWE.

#### Tigers Langnau
Nach sieben Saisons beim SVWE wechselte er 2011 zu den Tigers Langnau. 2015 gewann er mit den Tigers den Schweizer Cup.

#### SV Wiler-Ersigen
Am 13. April 2017 gab der SV Wiler-Ersigen die Rückkehr des Offensivakteurs bekannt.

### Nationalmannschaft
Krähenbühl debütierte 2006 an einem internationalen Turnier für die Schweizer Unihockeynationalmannschaft. Dort erzielte er auch seinen ersten Treffer.  Mit der Schweiz nahm er an den Weltmeisterschaften 2006, 2010 und 2012 teil. Bei den Weltmeisterschaften erzielte er 28 Scorerpunkte in 17 Partien.

## Erfolge
SV Wiler-Ersigen
- Schweizer Meister: 2005, 2007, 2008, 2009, 2010, 2011
- Schweizer Cup: 2005

Unihockey Tigers Langnau
- Schweizer Cup: 2015